# Climate Change Denial Disorder

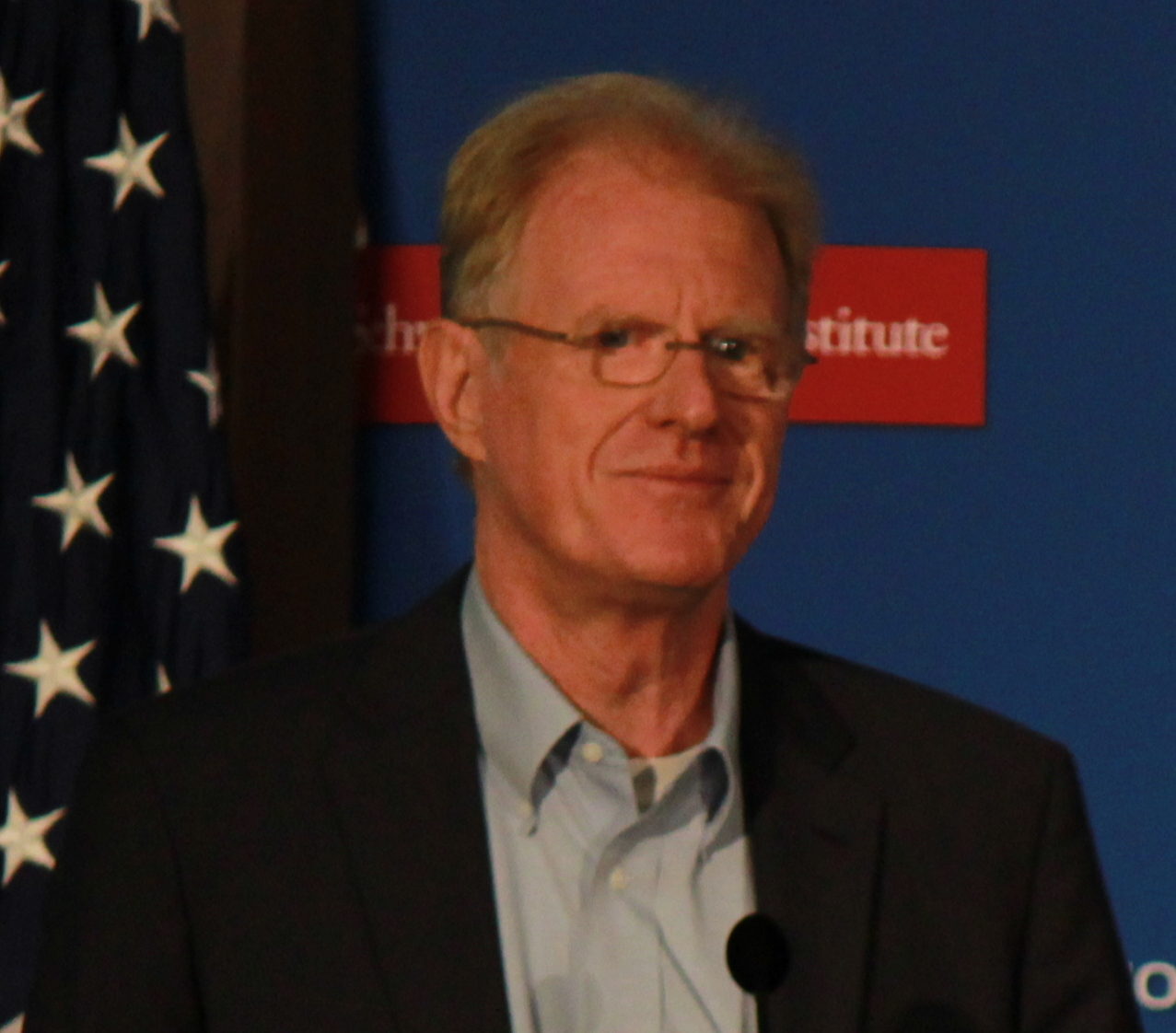
Ed Begley Jr., protagonista de Climate Change Denial Disorder.

Climate Change Denial Disorder (CCDD, por sus siglas en inglés) es un cortometraje satírico dirigido por Carly Usdin, escrito por Nicol Paone y producido por Brianne Trosie que parodia la negación del cambio climático y reflexiona sobre este tema a través del debate en torno a una enfermedad ficticia. Está protagonizado por los actores Ed Begley Jr., Timothy Brennan y Susan Yeagley. El corto se estrenó el 14 de abril de 2015 en Funny or Die, una web de vídeos cómicos y productora de televisión y cine, y el 16 de abril de 2015 en YouTube.
Reconocido por la Enviromental Media Association, Climate Change Denial Disorder fue nominado en 2015 a los Environmental Media Awards en la categoría de Mejor Corto Digital. La web de noticias medioambientales EcoWatch destacó a la película entre los videos medioambientales más vistos del 2015.

## Producción
Años antes de ser parte del reparto de este cortometraje y dar vida a un político escéptico al cambio climático, el actor Ed Begley Jr. ya era un activista del ecologismo.Como parte de su compromiso con el medioambiente, equipó su casa con paneles solares de acuerdo con los estándares de Liderazgo en Energía y Diseño Ambiental (LEED, por sus siglas en inglés).
La película se estrenó primero en la web Funny or Die, donde estuvo disponible a partir del 14 de abril de 2015. Funny or Die publicó el video en YouTube el 16 de abril de 2015.

## Argumento
La trama de Climate Change Denial Disorder se desarrolla a partir de un falso anuncio de servicio público.Más concretamente, el corto arranca con una pregunta dirigida al espectador que le sirve al narrador para describir las características clínicas de la enfermedad ficticia: «¿Alguno de tus padres, abuelos o representantes políticos padece el Síndrome de Negación del Cambio Climático (traducción al español de la enfermedad ficticia que da título a la película)? La CCDD (por sus siglas en inglés) es una enfermedad de rápida propagación que, de acuerdo con la Organización Mundial de la Salud, podría destruir el planeta entero si no se trata».
Ed Begley Jr. interpreta a un político que inconsciente de las consecuencias del cambio climático.Por ejemplo, en una escena del corto se le ve en el interior de una canoa a la vez que intenta remar a través de un estacionamiento.El político sonríe mientras mira directamente al espectador y hace este anuncio: “Voy a esperar hasta que pase algo peor a nuestro puto planeta. Soy senador así que tengo la suerte de poder tomar este tipo de decisiones por todos nosotros.”
El narrador describe los síntomas del trastorno mientras en pantalla se proyecta un vídeo ilustrativo de cómo funciona el cerebro: “El Síndrome de Negación del Cambio Climático es una enfermedad de rápida propagación que ataca a las neuronas, lo que impide la comprensión de palabras del lenguaje general”. Algunas de las palabras que se ven afectadas y que terminan resultando incomprensibles para aquellos que padecen esta enfermedad son: “real”, “ciencia” y “deshielo”.
Otro hombre afirma, dirigiéndose a la cámara, que siente que el cambio climático es "un montón de basura y disparates de la Nueva Era". Tras esto, exclama lo siguiente: “Está nevando, ¿a quién le importa si yo me encuentro en California del Sur?”. Además expone los argumentos por los que considera que hay que ignorar a los científicos: “No soy científico. ¿Quién escucha a esos frikis de todas formas?”
Aparece asimismo una mujer que encara a la cámara y pone en duda el deshielo en los casquetes polares para, a continuación, hacer su propia valoración sobre el proceso: “Creo que los osos polares están engordando y hundiéndolos. ¿Acaso habéis pensado en eso, hippies?”
El narrador concluye el corto con este dato: “El 56% de los republicanos en el Congreso han sido seriamente infectados con CCDD y necesitan tu ayuda con carácter urgente”.

## Recepción
El cortometraje tuvo una acogida positiva por parte de los medios. The Guardian lo definió como “un vídeo conmovedor”y Salon lo calificó como “acertado”. La bióloga Mary Ellen Harte en The Huffington Post describió su acercamiento de “absolutamente hilarante”.BuzzFeed concluyó que “Funny or Die dio en el clavo con este vídeo satírico sobre los negacionistas del cambio climático”.
En una reseña para The Guardian, Travis Irvine destacó este trabajo entre otras valiosas contribuciones cómicas a la discusión sobre el cambio climático y lo describió como “un vídeo desternillante”.Lindsay Abrams de Salon afirmó lo siguiente: “Lo que me gusta mucho del anuncio de servicio público paródico de Funny or Die es que, aparte de sentar las bases para medicalizar lo que actualmente constituye una forma de deliberada ignorancia, es bastante acertado.”Abrams lamenta que el discurso del Senador en contra de cualquier acción contra el cambio climático sea "lo más difícil de oír, tomando en consideración que la gran mayoría de los estadounidenses, incluidos la mitad de los republicanos, apoyan la acción gubernamental frente al cambio climático".
El reportero de The Huffington Post Ron Dicker dirigió su atención al incómodo mensaje cómico que define al corto: “Al parecer aquellos que sufren del Síndrome de Negación del Cambio Climático son personas bastante insoportables. Ve y ríete, pero no demasiado”.Otros dos reporteros de The Huffington Post, Liat Kornoeski y Kate Bratskeir, destacaron el corto en su sección sobre mejores producciones cómicas de la semana anterior y lo acompañaron de esta valoración: “Al parecer, el calentamiento global derritiendo nuestros cerebros”. La bióloga Mary Ellen Harte compartió su opinión sobre varias obras satíricas relacionadas con el cambio climático en The Huffington Post y, en concreto, describió a este corto como "absolutamente hilarante".
Ali Velez de BuzzFeed valoró el corto de forma positiva: "Funny or Die ha dado en el clavo con este vídeo satírico sobre los negacionistas del cambio climático."En su reseña, Velez dirigía la atención, además, a la falsa crítica que los ciudadanos retratados en el corto lanzan a los científicos: “¿Sequía? ¿Deshielo en los casquetes polares? ¡Bah! ¿Qué sabrán los científicos de todas formas? Por cierto: los científicos saben mucho”.Jen Hayden, crítico de Daily Kos, afirmó lo siguiente: “La gente divertidísima que trabaja en Funny or Die ha desarrollado un nuevo vídeo para aquellos que padecen el Síndrome de Negación del Cambio Climático. ¡Han dado en el clavo!”Daily Kos destacó el corto una segunda vez en su Spotlight on Green News & Views al final de la semana.
Cole Mellino, colaborador de la web medioambiental EcoWatch, lo describió como un "video hilarante" y añadió este comentario: “Muchos de nuestros mandatarios parecen sufrir el Síndrome de Negación del Cambio Climático. Al menos ahora que hemos diagnosticado el problema, podemos trabajar para curarlo.” La periodista Jennifer Swann de las noticias digitales Participant Media y revista de estilo de vida TakePart se refirió a este trabajo como “bobo y satírico”, mientras que también señalaba que era un comentario oportuno sobre el cambio climático ante la presión de las empresas de carbón en contra de la Agencia de Protección Ambiental de Estados Unidos.

## Premios y reconocimientos
Climate Change Denial Disorder fue reconocida por la Enviromental Media Association con una nominación en los Environmental Media Awards en la categoría de Mejor Corto Digital en 2015. La nominación recayó en Brianne Trosie como productora de la película. Las películas The Soil Story y Dear Future Generations: Sorry también recibieron nominaciones en esta categoría.Dear Future Generations: Sorry de Prince Ea acabó ganando ese año en la categoría de Mejor Corto Digital en los Environmental Media Awards, que se celebraron el 24 de octubre de 2015 en Warner Bros. Studios en Burbank, California.
La web de noticias medioambientales EcoWatch destacó la película en diciembre de 2015 en su lista de "Los 10 vídeos sobre contenido medioambiental más vistos del año".